# Tunnel Helsinki-Tallinn

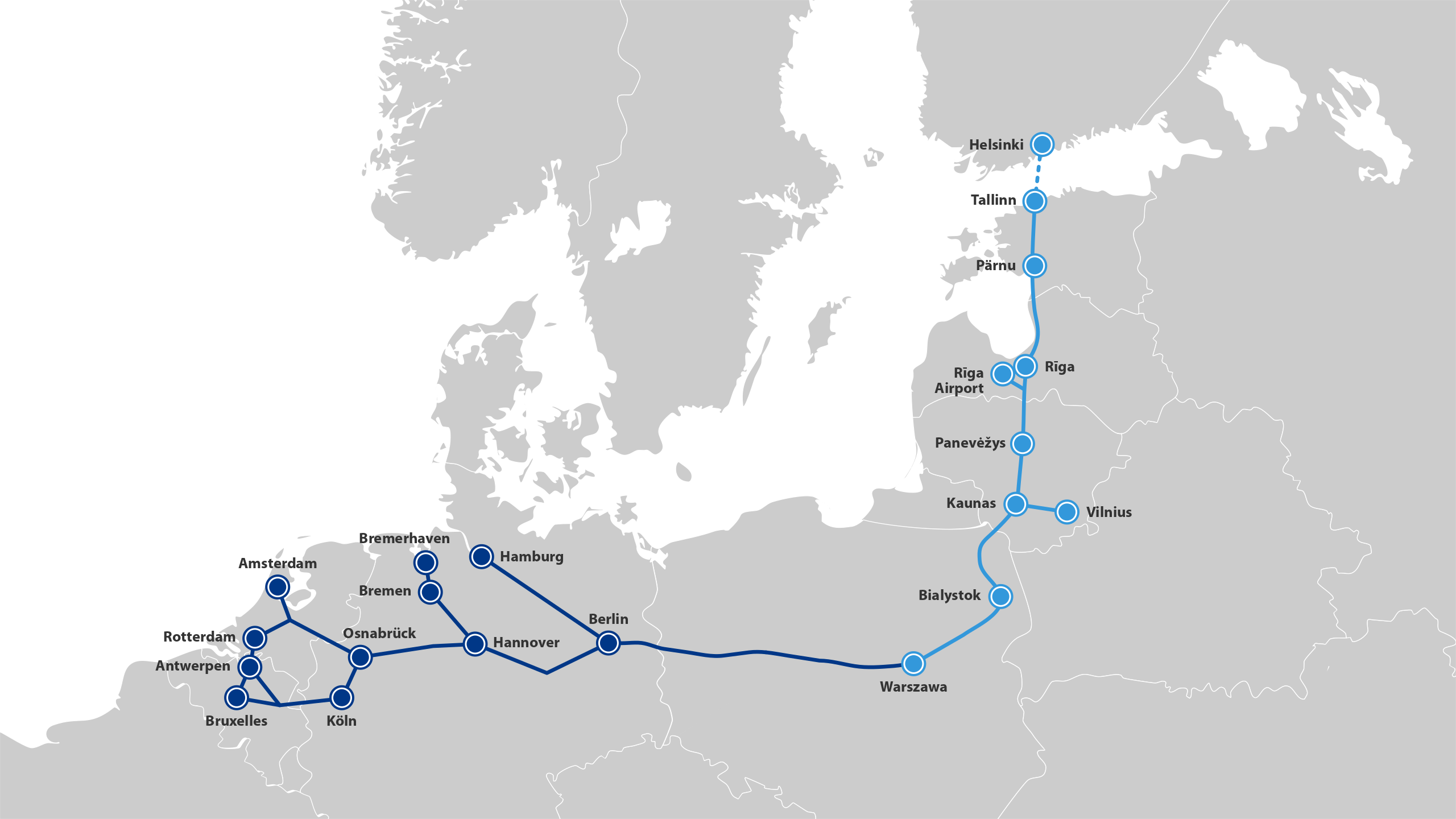
Il tunnel inserito nel progetto Rail Baltica.

Il tunnel Helsinki-Tallinn, conosciuto anche come Talsinki, è un tunnel sottomarino ferroviario in progetto che attraverserebbe il golfo di Finlandia e collegherebbe la capitale finlandese con quella estone. La lunghezza sottomarina del tunnel è di 50 km, abbastanza da renderlo il tunnel sottomarino più lungo del mondo, più lungo sia del tunnel della Manica che del tunnel Seikan. Si stima che il tunnel, se costruito, costerà dai 9 ai 13 miliardi di euro e aprirà dopo il 2030. L'Unione europea ha approvato un finanziamento di 3,1 milioni di euro per gli studi di fattibilità.

## Collocazione
Helsinki e Tallinn sono collocate ad una distanza di circa 80 km, separate dal golfo di Finlandia. Attualmente le due capitali sono collegate via mare da traghetti e navi passeggeri, con una durata di viaggio media di circa due ore. Ogni anno vengono effettuati circa otto milioni di viaggi in traghetto, compresi i viaggi dei pendolari e dei turisti, oltre alle crociere.
Il collegamento via terra tra Helsinki e Tallinn è di 800 km, possibile solo attraverso il territorio extracomunitario russo.
Vengono effettuati circa 300.000 viaggi aerei ogni anno tra le città.

## Storia
Inizialmente entrambe le città avevano promesso di stanziare 100.000 euro per degli studi preparatori, ma non venne mai finanziato nulla. È stata quindi rivolta la proposta all'Unione europea per ottenere i fondi aggiuntivi necessari per un'indagine completa, il cui costo stimato è compreso tra € 500.000 e € 800.000.
Il 2 aprile 2014 lo studio preparatorio denominato TalsinkiFix, ha valutato la necessità di eseguire un calcolo più completo della redditività. L'Unione europea coprirà l'85% dei costi dell'indagine e le città di Helsinki e Tallinn e la contea di Harju pagheranno il resto. Questo è stato il primo studio ufficiale sul tunnel.
I risultati dello studio preparatorio sono stati pubblicati nel febbraio 2015 ed il costo del tunnel è stato stimato intorno ai 9-13 miliardi di euro con apertura dopo il 2030.
Il 4 gennaio 2016 il ministro dei trasporti finlandese ed estone, nonché le amministrazioni delle città di Helsinki e Tallinn, si sono accordati per il firmamento di un memorandum sulla cooperazione del traffico tra i due paesi, compreso un ulteriore studio per esaminare la fattibilità del tunnel. Questo studio è stato il primo ad essere condotto a livello nazionale, concentrandosi sia sugli effetti socio-economici del tunnel che sull'analisi geologica.
Nel giugno 2016 l'Unione Europea ha concesso un milione per lo studio di fattibilità. In seguito alle richieste di sostegno finanziario di Finlandia ed Estonia.
Nell'agosto 2016 Kari Ruohonen, l'ex direttore generale dell'Agenzia dei trasporti finlandese è stato incaricato dal Consiglio regionale di Helsinki-Uusimaa, dal governo della contea di Harju, dalle città di Helsinki e Tallinn e dal Ministero dei trasporti e delle comunicazioni estone di condurre un ulteriore studio biennale.
Nel febbraio 2017 due consorzi sono stati incaricati di studiare gli aspetti del progetto. Uno farà un'analisi costi-benefici mentre l'altro studierà gli aspetti tecnici del progetto.

## Costi e benefici
Il costo dell'intero progetto è stimato indicativamente intorno ai 9-13 miliardi di euro, includendo 3 miliardi per lo scavo della galleria, 2-3 miliardi per le infrastrutture complementari e i sistemi di sicurezza, oltre € 1 miliardo per il materiale rotabile e altre attrezzature ed infine € 1-3 miliardi per eventuali situazioni impreviste. Si stima che il progetto sia finanziariamente fattibile solo se l'Unione Europea coprirà almeno il 40% del costo, il resto sarà condiviso da Finlandia ed Estonia e dalle due capitali (in confronto il progetto Rail Baltica ha ricevuto l'85% del suo finanziamento dell'UE).
Nella geopolitica, il tunnel collegherebbe due parti vicine ma separate dell'Unione europea in modo ecologico, eliminando la necessità di utilizzare il trasporto marittimo o aereo, ne è l'esempio il ponte di Øresund tra Danimarca e Svezia, o di viaggiare attraverso la Russia.
Si stima che 12,5 milioni di passeggeri all'anno utilizzerebbero il tunnel.
Il collegamento Helsinki-Tallinn fa parte del corridoio transeuropeo Mare del Nord-Baltico della rete TEN-T dell'UE.
I porti di Helsinki e Tallinn hanno già ricevuto finanziamenti dell'UE per migliorare le condizioni di trasporto tra le due città.

## Dettagli tecnici
Secondo l'attuale pianificazione, l'opera utilizzerebbe lo scartamento ferroviario europeo di 1435 mm e non quella adottata dalle ferrovie in Finlandia ed Estonia che utilizzano quello a 1524 mm. Al fine di uniformare i trasporti ferroviari in Europa, proprio come la Rail Baltica che utilizza lo stesso scartamento. Ciò significa che i treni che viaggiano attraverso il tunnel da Tallinn a Helsinki non potrebbero proseguire verso altre destinazioni finlandesi e viceversa senza che vengano costruiti nuovi binari o implementato il sistema a scartamento variabile.

## Studi
- Usko Anttikoski. [collegamento interrotto] Valutazione preliminare di fattibilità ". Archiviato il 25 gennaio 2025 in Internet Archive.   2007.
- "Emerald, Vision 2050" Greater Helsinki Vision 2050 - Concorso internazionale di idee. 2007.
- Ilkka Vähäaho, Pekka Raudasmaa. "Studio di fattibilità, Helsinki – Tallinn, Tunnel ferroviario" Divisione geotecnica del dipartimento immobiliare della città di Helsinki. 2008.
- Jaakko Blomberg, Gunnar Okk. "Opportunità di cooperazione tra Estonia e Finlandia 2008" Ufficio del Primo Ministro, Finlandia. 2008.